# Christoph Behrens
Christoph Behrens (* 8. Juni 1962 in Altena) ist ein deutscher Sozial- und Erziehungswissenschaftler sowie Politikberater mit den Schwerpunkten Good Governance, Diversity Management und Gender-Mainstreaming. Nach langjähriger Tätigkeit für die schleswig-holsteinische Landesregierung arbeitet er seit 2006 im Rahmen eines Projekts der Entwicklungszusammenarbeit in Indonesien.
Die aktive Gestaltung von sozialem Wandel im Zeitalter der Globalisierung steht auch im Mittelpunkt seines gesellschaftspolitischen Engagements in der Hochschule, in der SPD, in verschiedenen Nichtregierungsorganisationen und zuletzt insbesondere für die Nordelbische Evangelisch-Lutherische Kirche.

## Wissenschaftliches Profil
Christoph Behrens absolvierte ein sozial- und erziehungswissenschaftliches Studium an den Universitäten Siegen und Braunschweig und befasste sich in seiner Magisterarbeit mit neuen sozialen Bewegungen in der Bundesrepublik Deutschland. Nach einer längeren Phase beruflicher Tätigkeit promovierte er 2005 in Kiel als Erziehungswissenschaftler (Titel der Dissertation: Gesellschaftliche Pluralisierung und ihre Konsequenzen für die Kirche. Dr. Kovac Verlag Hamburg, 2005).
Seit 2001 führt er als Lehrbeauftragter am Institut für Pädagogik der Christian-Albrechts-Universität Kiel Lehrveranstaltungen zu Grundlagen der Erziehungswissenschaft, innovativen pädagogischen Konzepten und Gewinnung und Analyse empirischer Daten, sowie zu Themen der angewandten pädagogischen Psychologie, jeweils mit Schwerpunkten auf Gender und Diversity, durch.
Das Forschungsinteresse von Christoph Behrens ist ausgerichtet auf das Spannungsfeld von sozialem Wandel, Geschlechterverhältnissen, Organisationen und Macht, auch in internationaler und komparativer Perspektive, seit 2004 mit speziellem Fokus auf Europa und Asien. Im Kontext von Vielfalt (Diversity) als einem Schlüsselphänomen des Spätkapitalismus befasst er sich dabei mit Modernisierungsstrategien in Organisationen (Regierungen und Parteien, Religionsgemeinschaften, Hochschulen und andere pädagogische Institutionen), und mit gesellschaftlichen Diskursen, die sich in ihnen abbilden.

## Biografische Daten
Christoph Behrens besuchte von 1968 bis 1981 die Schule, die er 1981 mit dem Abitur abschloss. Anschließend leistete er von 1981 bis 1982 Wehrdienst ab und begann 1982 ein Hochschulstudium in Siegen (Universität-Gesamthochschule) und Braunschweig (Technische Universität und Hochschule für bildende Künste), das er 1991 mit dem Magister Artium (M.A.) Politikwissenschaft und Geschichte abschloss. Von 1989 bis 1991 war er Wissenschaftlicher Mitarbeiter an der Herzog August Bibliothek zu Wolfenbüttel, von 1991 bis 1992 Geschäftsführer der Aids-Hilfe und 1993 bis 1997 wissenschaftlicher Projektleiter in der Jugendhilfe. Er arbeitete von 1997 bis 2006 als Referent bei der Schleswig-Holsteinischen Landesregierung in Kiel und zuletzt im Ministerium für Bildung und Frauen. Seit 2001 ist er als Lehrbeauftragter am Institut für Pädagogik tätig, wobei er 2005 zum Dr. phil. promovierte. 2006 folgten Forschungsaufenthalte (National University Singapore, Hong Kong Institute for Education, Centre for Women and Gender Studies, University of Indonesia, Depok) und seit 2006 ist er Regierungsberater in Indonesien.

## Veröffentlichungen
- Christoph Behrens: Gesellschaftliche Pluralisierung und ihre Konsequenzen für die Kirche : eine Studie zur Diskussion um Lebensformen und Vielfalt in Nordelbien. Kovac, Hamburg 2006, ISBN 3-8300-2495-9 (zugl. Diss, Uni Kiel, 2005).
- Christoph Behrens: Heterosexueller Imperialismus? Homosexuelle Subversion? – von den Ängsten vor einem Ende des Monopols Ehe. In: Siegfried Keil (Hrsg.): Gleichgeschlechtliche Lebensgemeinschaften in sozialethischer Perspektive. Neukirchener, Neukirchen-Vluyn 2000, ISBN 3-7887-1787-4, S. 65–81.
- Christoph Behrens (Hrsg.): Homosexualität – Herausforderung für die Familie. EB-Verlag, Hamburg 2000, ISBN 3-930826-65-8.
- Christoph Behrens: Homogeld : zur Förderung emanzipatorischer schwuler Projekte. SB-Verlag, Braunschweig 1998, ISBN 3-930826-65-8.
- Christoph Behrens: Homosexualität im Klassenzimmer : Erfahrungen und Perspektiven für die Aufklärungsarbeiten in Schulen. Jugendnetzwerk Lambda NRW, Düsseldorf 1996. (zu finden in Südwestdeutscher Bibliotheksverbund (SWB))